# Г тачка
Г тачка (позната и као Грефенбергова тачка) сматра се за једно од еротски најосетљивијих места на телу жене.
Г тачка је добила име у част немачког лекара Ернеста Грефенберга. Ова тачка би требало да се налази на предњем зиду вагине и требало би да буде величине зрна грашка. Већина научника који су се бавили овим проблемом сматра да је то део зида вагине који контролише посебна врста нерва. Према другим дефиницијама то је нервна тачка у којој нерв пролази веома близу, или скоро на површини зида вагине.
До сада научници нису успели да докажу постојање ове тачке, али ни да оповргну њено постојање. Многи сматрају да дражење Грефенбергове тачке узрокује женску ејакулацију.